# Roses and Thorns (film 1912)
Roses and Thorns è un cortometraggio muto del 1912. Il nome del regista non viene riportato nei credit del film, interpretato da Jules Brulatour, un produttore che girò come attore solo questa pellicola.

## Produzione
Il film fu prodotto dall'Eclair American.

## Distribuzione
Distribuito dalla Motion Picture Distributors and Sales Company, il film - un cortometraggio di una bobina - uscì nelle sale cinematografiche statunitensi il 16 maggio 1912.